# Кошанин, Срджан
Срджан Душана Кошанин (серб. Срђан Душана Кошанин / Srđan Dušana Košanin; 4 февраля 1968, Ушче — 19 апреля 1999, Кошаре) — капитан 1-го класса (посмертно — майор) Сухопутных войск Югославии, один из 108 солдат, погибших в битве на Кошарах во время Косовской войны.

## Биография
Родился 4 февраля 1968 года в Ушче (около Кралево). Отец — Душан, капитан запаса ЮНА, сельскохозяйственный работник. Мать — Милена, агроном. Брат-близнец — Саша, ветеринар, проживает в Ушче (женат, есть дочь), автор книги стихов «Не могу дождаться» (серб. Не могу да чекам). Оба деда Срджана погибли в 1944 году в боях против гитлеровцев во время Народно-освободительной войны Югославии.
Окончил начальную школу в Ушче (отличник), медицинское училище в Шабаце и Военную академию ЮНА в 1990 году. Службу в армии начал в Мостаре в разгар военно-политической напряжённости. Высоко оценивался как солдат и как человек сослуживцами и командирами. Одним из последних офицеров покинул Мостар в 1991 году, по распоряжению генерала Момчило Перишича произведён в капитаны. После ухода из Мостара служил в Топчидере в составе военной полиции. Дважды пересекал Дрину, помогая сослуживцам (один раз — 19 января 1993 года). В составе Войска Республики Сербской (1-я Братунацкая лёгкая пехотная бригада) участвовал в боевых действиях в Восточной Боснии: Зворник, Скелани, Кравица, Братунац, Чауше, Обади, Коневичи, Дриняча. В 1997 году женился, получив квартиру, и был произведён в звание капитана 1-го класса. Дочь Срджана родилась 11 июня 1999 года, спустя 53 дня после гибели отца.
Срджан Кошанин 19 апреля 1999 года, по официальной версии газеты «Војни Извештај», находясь на погранзаставе «Боро Вукмирович», в составе югославских войск принял бой против Армии освобождения Косово и погиб в том сражении. По словам его сослуживцев и подчинённых ему солдат, обстоятельства были другими: он вместе с тремя бойцами пересёк границу Союзной Республики Югославия с Албанией, направившись в район Тропоя (Албания), и совершил диверсию на базе подготовки АОК, а на обратном пути попал в засаду Особой воздушной службы и погиб со своей группой. По албанским источникам, в этой стычке был убит сержант SAS. Официально югославы потеряли 108 человек убитыми в том сражении.
Посмертно произведён в майоры Югославской армии и награждён орденом «За храбрость».